# Palm Beach, New South Wales
Palm Beach este o suburbie în Sydney, Australia.